# Лёгочная вена
Лёгочные вены (лат. venae pulmonales) несут артериальную кровь из лёгких в левое предсердие. Начавшись из капилляров лёгких, они сливаются в более крупные вены, идущие соответственно бронхам, сегментам и долям, и в воротах лёгких складываются в крупные стволы, по два ствола из каждого лёгкого (один — верхний, другой — нижний), которые в горизонтальном направлении идут к левому предсердию и впадают в его верхнюю стенку, причём каждый ствол впадает отдельным отверстием: правые — у правого, левые — у левого края левого предсердия. Правые лёгочные вены на пути к левому предсердию пересекают поперечно заднюю стенку правого предсердия. Являются концевым звеном малого, или лёгочного, круга кровообращения.

## Структура
Две основные лёгочные вены с каждой стороны (правые нижняя и верхняя лёгочные вены, левые нижняя и верхняя лёгочные вены) получают кровь из трёх или четырёх бронхиальных вен за раз и стекают в левое предсердие.
В корне лёгкого, правая верхняя лёгочная вена лежит спереди и немного ниже лёгочной артерии; нижняя часть находится в нижней части лёгких. За лёгочной артерией находятся бронхи. Правые, главные, лёгочные вены (содержащие насыщенную кислородом кровь) проходят за правым предсердием и верхней полой веной, слева перед нисходящей грудной аортой.

## Варианты размещения
Изредка три долевые вены на правой стороне остаются отдельными, и нередко две левосторонние вены заканчиваются общим отверстием в левое предсердие. Следовательно, число лёгочных вен, открывающихся в левом предсердие, может варьироваться от трёх до пяти в здоровой популяции.
Две левой долевой вены могут быть объединены в одну лёгочную вену примерно у 25 % людей; две правые вены могут быть объединены примерно в 3 %.